# Gare du Sud (Germania)
Pour les articles homonymes, voir Gare du Sud (homonymie).
La gare du Sud est un projet de gare ferroviaire qui aurait dû voir le jour à Berlin sous le régime nazi, dans le cadre de la réorganisation de la ville (Welthauptstadt Germania, « Germania, capitale du monde »), dessiné par Albert Speer.

## Histoire
La gare du Sud, conçue par Albert Speer, était l'une des infrastructures qu'il fallait construire, car la restructuration de la ville ne pouvait se réaliser sans résoudre le problème ferroviaire.
La gare était constituée d'un seul bâtiment rectangulaire situé sur une vaste place longue de 1 000 mètres et large de 330 mètres, qui devait être, selon la volonté d'Hitler, bordée d'armes prises à l'ennemi, à l'instar de l'allée des Béliers entre Karnak et Louxor.
La gare du Sud devait être composée de quatre niveaux superposés, reliés entre eux par des escaliers roulants et des ascenseurs : cette gare devait surpasser le Grand Central Terminal de New York. Elle était le seul bâtiment construit avec des matériaux modernes, tels le verre et le métal. Ses façades devaient être composées de grands panneaux vitrés, de forme carrée, alternant avec des colonnes massives. Les autres pans de la façade étant vitrés ; en avant de celle-ci, devait s'élever une série de colonnes doriques.
Hitler pensait que la technique moderne devait être mise en œuvre, non seulement dans le processus de réalisation de la gare, mais qu'elle pouvait et devait dicter sa forme. Dans la conception architecturale dominant à l'époque nationale-socialiste, le style d'une construction est indissociable de sa fonction. Selon Speer, Adolf Hitler pouvait s'enthousiasmer pour une construction de type moderne en verre et acier, à condition qu'il ne s'agisse pas d'un édifice public.